# Hadab al-Fawwar
Hadab al-Fawwar (àrab: حدب الفوّار, Ḥadab al-Fawwār) és una vila palestina de la governació d'Hebron, a Cisjordània, situada 7 kilòmetres al sud-oest d'Hebron. Segons l'Oficina Central Palestina d'Estadístiques tenia 2.533 habitants el 2016. Les instal·lacions d'atenció primària de salut del poble són designades pel Ministeri de Salut com a nivell 2.